# Atzél Lajos
Borosjenői báró Atzél Lajos (1828. március 1. – Budapest, 1904. november 5.) főrendiházi tag, huszárkapitány.

## Élete
Báró Atzél József főispán és Skerlecz Jozefa ifjabbik fia. Már fiatalon katonaként szolgált, a forradalomban huszárkapitányként harcolt. Ezután tevékenyen részt vett Arad vármegye közéletében. Később az Arad-Körösvölgyi Vasút igazgatósági tagja lett, majd bárói címe miatt a Szabadelvű Párt képviseletében bekerült a Főrendiházba.
A családban édesapja szerezte a bárói rangot, és Lajos volt az egyetlen, aki magyar bárói címet viselt, melyet 1875. október 5-én kapott őfelségétől.

## Családja
Feleségül vette Hadsimihál-Sissányi Konstanciát, de nem született gyermekük, így örökbefogadtak egy Konstancia (1865–1839) nevű leányt, akit aztán a báró a nevére is vett.